# Eleições autárquicas portuguesas de 1993 no distrito de Braga
| Eleições autárquicas portuguesas de 1993 Distritos: Aveiro \| Beja \| Braga \| Bragança \| Castelo Branco \| Coimbra \| Évora \| Faro \| Guarda \| Leiria \| Lisboa \| Portalegre \| Porto \| Santarém \| Setúbal \| Viana do Castelo \| Vila Real \| Viseu \| Açores \| Madeira |

## Resultados por concelho
Os resultados nos concelhos do distrito de Braga foram os seguintes:

### Amares
| Partido                 | Partido                        | Votos  | %               | +/-   | Vereadores | +/-     |
| ----------------------- | ------------------------------ | ------ | --------------- | ----- | ---------- | ------- |
|                         | Partido Social Democrata       | 4 619  | 42,23 / 100,00  | 15,87 | 3 / 7      | 1       |
|                         | Partido Popular                | 4 444  | 40,63 / 100,00  | 5,76  | 3 / 7      | Estável |
|                         | Partido Socialista             | 1 396  | 12,76 / 100,00  | 18,95 | 1 / 7      | 1       |
|                         | Coligação Democrática Unitária | 174    | 1,59 / 100,00   | 0,48  | 0 / 7      | Estável |
| Votos Inválidos         | Votos Inválidos                | 304    | 2,78 / 100,00   | 0,25  |            |         |
| Total                   | Total                          | 10 937 | 100,00 / 100,00 |       | 7 / 7      |         |
| Eleitorado/Participação | Eleitorado/Participação        | 15 263 | 71,66 / 100,00  | 1,24  |            |         |

### Barcelos
| Partido                 | Partido                        | Votos  | %               | +/-  | Vereadores | +/-     |
| ----------------------- | ------------------------------ | ------ | --------------- | ---- | ---------- | ------- |
|                         | Partido Social Democrata       | 32 505 | 51,26 / 100,00  | 1,24 | 5 / 9      | Estável |
|                         | Partido Socialista             | 17 592 | 27,74 / 100,00  | 3,71 | 3 / 9      | Estável |
|                         | Partido Popular                | 9 114  | 14,37 / 100,00  | 2,88 | 1 / 9      | Estável |
|                         | Coligação Democrática Unitária | 2 347  | 3,70 / 100,00   | 0,49 | 0 / 9      | Estável |
| Votos Inválidos         | Votos Inválidos                | 1 850  | 2,91 / 100,00   | 0,09 |            |         |
| Total                   | Total                          | 63 408 | 100,00 / 100,00 |      | 9 / 9      |         |
| Eleitorado/Participação | Eleitorado/Participação        | 86 266 | 73,50 / 100,00  | 0,49 |            |         |

### Braga
| Partido                 | Partido                        | Votos   | %               | +/-  | Vereadores | +/-     |
| ----------------------- | ------------------------------ | ------- | --------------- | ---- | ---------- | ------- |
|                         | Partido Socialista             | 40 839  | 50,18 / 100,00  | 4,02 | 7 / 11     | Estável |
|                         | Partido Social Democrata       | 23 242  | 28,56 / 100,00  | 0,58 | 3 / 11     | 1       |
|                         | Coligação Democrática Unitária | 9 442   | 11,60 / 100,00  | 4,91 | 1 / 11     | 1       |
|                         | Partido Popular                | 4 889   | 6,01 / 100,00   | 0,54 | 0 / 11     | Estável |
|                         | União Democrática Popular      | 756     | 0,93 / 100,00   | 0,37 | 0 / 11     | Estável |
| Votos Inválidos         | Votos Inválidos                | 2 224   | 2,74 / 100,00   | 0,17 |            |         |
| Total                   | Total                          | 81 392  | 100,00 / 100,00 |      | 11 / 11    |         |
| Eleitorado/Participação | Eleitorado/Participação        | 115 377 | 70,54 / 100,00  | 1,56 |            |         |

### Cabeceiras de Basto
| Partido                 | Partido                        | Votos  | %               | +/-  | Vereadores | +/-     |
| ----------------------- | ------------------------------ | ------ | --------------- | ---- | ---------- | ------- |
|                         | Partido Socialista             | 6 186  | 51,80 / 100,00  | 3,91 | 4 / 7      | 1       |
|                         | Partido Social Democrata       | 5 170  | 43,30 / 100,00  | 5,12 | 3 / 7      | 1       |
|                         | Partido Popular                | 331    | 2,77 / 100,00   | -    | 0 / 7      | -       |
|                         | Coligação Democrática Unitária | 83     | 0,70 / 100,00   | 0,52 | 0 / 7      | Estável |
| Votos Inválidos         | Votos Inválidos                | 171    | 1,43 / 100,00   | 1,04 |            |         |
| Total                   | Total                          | 11 941 | 100,00 / 100,00 |      | 7 / 7      |         |
| Eleitorado/Participação | Eleitorado/Participação        | 15 592 | 76,58 / 100,00  | 1,31 |            |         |

### Celorico de Basto
| Partido                 | Partido                        | Votos  | %               | +/-   | Vereadores | +/-     |
| ----------------------- | ------------------------------ | ------ | --------------- | ----- | ---------- | ------- |
|                         | Partido Social Democrata       | 6 586  | 52,01 / 100,00  | 18,62 | 4 / 7      | 1       |
|                         | Partido Popular                | 5 418  | 42,79 / 100,00  | 10,18 | 3 / 7      | 1       |
|                         | Coligação Democrática Unitária | 300    | 2,37 / 100,00   | 0,61  | 0 / 7      | Estável |
| Votos Inválidos         | Votos Inválidos                | 359    | 2,83 / 100,00   | 0,06  |            |         |
| Total                   | Total                          | 12 663 | 100,00 / 100,00 |       | 7 / 7      |         |
| Eleitorado/Participação | Eleitorado/Participação        | 17 910 | 70,70 / 100,00  | 0,59  |            |         |

### Esposende
| Partido                 | Partido                        | Votos  | %               | +/-   | Vereadores | +/-     |
| ----------------------- | ------------------------------ | ------ | --------------- | ----- | ---------- | ------- |
|                         | Partido Social Democrata       | 10 909 | 61,03 / 100,00  | 13,70 | 5 / 7      | 1       |
|                         | Partido Popular                | 3 385  | 18,94 / 100,00  | 17,81 | 1 / 7      | 2       |
|                         | Partido Socialista             | 2 486  | 13,91 / 100,00  | 2,55  | 1 / 7      | 1       |
|                         | Coligação Democrática Unitária | 503    | 2,81 / 100,00   | 0,76  | 0 / 7      | Estável |
| Votos Inválidos         | Votos Inválidos                | 592    | 3,32 / 100,00   | 0,81  |            |         |
| Total                   | Total                          | 17 875 | 100,00 / 100,00 |       | 7 / 7      |         |
| Eleitorado/Participação | Eleitorado/Participação        | 23 891 | 74,82 / 100,00  | 3,50  |            |         |

### Fafe
| Partido                 | Partido                        | Votos  | %               | +/-  | Vereadores | +/-     |
| ----------------------- | ------------------------------ | ------ | --------------- | ---- | ---------- | ------- |
|                         | Partido Socialista             | 16 756 | 58,21 / 100,00  | 0,58 | 5 / 7      | Estável |
|                         | Partido Social Democrata       | 8 597  | 29,87 / 100,00  | 3,13 | 2 / 7      | Estável |
|                         | Coligação Democrática Unitária | 1 490  | 5,18 / 100,00   | 1,87 | 0 / 7      | Estável |
|                         | Partido Popular                | 897    | 3,12 / 100,00   | 0,04 | 0 / 7      | Estável |
| Votos Inválidos         | Votos Inválidos                | 1 045  | 3,63 / 100,00   | 0,73 |            |         |
| Total                   | Total                          | 28 785 | 100,00 / 100,00 |      | 7 / 7      |         |
| Eleitorado/Participação | Eleitorado/Participação        | 40 651 | 70,81 / 100,00  | 1,11 |            |         |

### Guimarães
| Partido                 | Partido                           | Votos   | %               | +/-  | Vereadores | +/-     |
| ----------------------- | --------------------------------- | ------- | --------------- | ---- | ---------- | ------- |
|                         | Partido Socialista                | 46 853  | 52,55 / 100,00  | 5,31 | 7 / 11     | 1       |
|                         | Partido Social Democrata          | 25 968  | 29,13 / 100,00  | 2,16 | 3 / 11     | Estável |
|                         | Coligação Democrática Unitária    | 8 509   | 9,54 / 100,00   | 1,50 | 1 / 11     | Estável |
|                         | Partido Popular                   | 4 533   | 5,08 / 100,00   | 4,51 | 0 / 11     | 1       |
|                         | Partido da Solidariedade Nacional | 853     | 0,96 / 100,00   | Novo | 0 / 11     | Novo    |
| Votos Inválidos         | Votos Inválidos                   | 2 441   | 2,73 / 100,00   | 0,26 |            |         |
| Total                   | Total                             | 89 157  | 100,00 / 100,00 |      | 11 / 11    |         |
| Eleitorado/Participação | Eleitorado/Participação           | 126 676 | 70,38 / 100,00  | 1,16 |            |         |

### Póvoa de Lanhoso
| Partido                 | Partido                        | Votos  | %               | +/-   | Vereadores | +/-     |
| ----------------------- | ------------------------------ | ------ | --------------- | ----- | ---------- | ------- |
|                         | Partido Socialista             | 6 828  | 50,68 / 100,00  | 17,99 | 4 / 7      | 2       |
|                         | Partido Social Democrata       | 6 093  | 45,22 / 100,00  | 15,89 | 3 / 7      | 1       |
|                         | Coligação Democrática Unitária | 179    | 1,33 / 100,00   | 0,33  | 0 / 7      | Estável |
| Votos Inválidos         | Votos Inválidos                | 373    | 2,77 / 100,00   | 0,06  |            |         |
| Total                   | Total                          | 13 473 | 100,00 / 100,00 |       | 7 / 7      |         |
| Eleitorado/Participação | Eleitorado/Participação        | 17 637 | 76,39 / 100,00  | 1,22  |            |         |

### Terras de Bouro
| Partido                 | Partido                        | Votos | %               | +/-  | Vereadores | +/-     |
| ----------------------- | ------------------------------ | ----- | --------------- | ---- | ---------- | ------- |
|                         | Partido Social Democrata       | 3 571 | 58,73 / 100,00  | 1,38 | 4 / 5      | Estável |
|                         | Partido Socialista             | 1 325 | 21,79 / 100,00  | 4,14 | 1 / 5      | Estável |
|                         | Partido Popular                | 727   | 11,96 / 100,00  | 1,86 | 0 / 5      | Estável |
|                         | Coligação Democrática Unitária | 236   | 3,88 / 100,00   | 0,70 | 0 / 5      | Estável |
| Votos Inválidos         | Votos Inválidos                | 221   | 3,63 / 100,00   | 0,19 |            |         |
| Total                   | Total                          | 6 080 | 100,00 / 100,00 |      | 5 / 5      |         |
| Eleitorado/Participação | Eleitorado/Participação        | 8 302 | 73,24 / 100,00  | 0,04 |            |         |

### Vieira do Minho
| Partido                 | Partido                        | Votos  | %               | +/-  | Vereadores | +/-     |
| ----------------------- | ------------------------------ | ------ | --------------- | ---- | ---------- | ------- |
|                         | Partido Socialista             | 5 138  | 50,97 / 100,00  | 8,05 | 4 / 7      | 1       |
|                         | Partido Social Democrata       | 3 999  | 39,67 / 100,00  | 3,78 | 3 / 7      | Estável |
|                         | Partido Popular                | 468    | 4,64 / 100,00   | 8,55 | 0 / 7      | 1       |
|                         | Coligação Democrática Unitária | 149    | 1,48 / 100,00   | 3,48 | 0 / 7      | Estável |
| Votos Inválidos         | Votos Inválidos                | 327    | 3,24 / 100,00   | 0,20 |            |         |
| Total                   | Total                          | 10 081 | 100,00 / 100,00 |      | 7 / 7      |         |
| Eleitorado/Participação | Eleitorado/Participação        | 13 913 | 72,46 / 100,00  | 2,22 |            |         |

### Vila Nova de Famalicão
| Partido                 | Partido                        | Votos  | %               | +/-  | Vereadores | +/-     |
| ----------------------- | ------------------------------ | ------ | --------------- | ---- | ---------- | ------- |
|                         | Partido Socialista             | 39 655 | 58,44 / 100,00  | 0,91 | 6 / 9      | Estável |
|                         | Partido Social Democrata       | 18 859 | 27,79 / 100,00  | 1,63 | 3 / 9      | Estável |
|                         | Partido Popular                | 4 323  | 6,37 / 100,00   | 1,43 | 0 / 9      | Estável |
|                         | Coligação Democrática Unitária | 3 398  | 5,01 / 100,00   | 0,58 | 0 / 9      | Estável |
| Votos Inválidos         | Votos Inválidos                | 1 618  | 2,39 / 100,00   | 0,13 |            |         |
| Total                   | Total                          | 67 853 | 100,00 / 100,00 |      | 9 / 9      |         |
| Eleitorado/Participação | Eleitorado/Participação        | 93 776 | 72,36 / 100,00  | 0,02 |            |         |

### Vila Verde
| Partido                 | Partido                        | Votos  | %               | +/-  | Vereadores | +/-     |
| ----------------------- | ------------------------------ | ------ | --------------- | ---- | ---------- | ------- |
|                         | Partido Popular                | 11 637 | 43,78 / 100,00  | 4,77 | 3 / 7      | Estável |
|                         | Partido Social Democrata       | 8 756  | 32,94 / 100,00  | 5,46 | 3 / 7      | Estável |
|                         | Partido Socialista             | 4 920  | 18,51 / 100,00  | 0,93 | 1 / 7      | Estável |
|                         | Coligação Democrática Unitária | 456    | 1,72 / 100,00   | 0,17 | 0 / 7      | Estável |
| Votos Inválidos         | Votos Inválidos                | 811    | 3,05 / 100,00   | 0,08 |            |         |
| Total                   | Total                          | 26 580 | 100,00 / 100,00 |      | 7 / 7      |         |
| Eleitorado/Participação | Eleitorado/Participação        | 36 859 | 72,11 / 100,00  | 1,34 |            |         |